# Diocesi di Homa Bay
La diocesi di Homa Bay (in latino Dioecesis Homa Bayensis) è una sede della Chiesa cattolica in Kenya suffraganea dell'arcidiocesi di Kisumu. Nel 2021 contava 643.460 battezzati su 3.005.000 abitanti. È retta dal vescovo Michael Otieno Odiwa.

## Territorio
La diocesi comprende il distretto di Homa Bay nella provincia di Nyanza in Kenya.
Sede vescovile è la città di Homa Bay, dove si trova la cattedrale di San Paolo.
Il territorio è suddiviso in 45 parrocchie.

## Storia
La diocesi è stata eretta il 18 ottobre 1993, ricavandone il territorio dalla diocesi di Kisii.

## Cronotassi dei vescovi
Si omettono i periodi di sede vacante non superiori ai 2 anni o non storicamente accertati.
- Linus Okok Okwach † (18 ottobre 1993 - 20 febbraio 2002 dimesso)
- Philip Arnold Subira Anyolo (22 marzo 2003 - 15 novembre 2018 nominato arcivescovo di Kisumu)[1]
  - Sede vacante (2018-2020)
- Michael Otieno Odiwa, dal 29 novembre 2020

## Statistiche
La diocesi nel 2021 su una popolazione di 3.005.000 persone contava 643.460 battezzati, corrispondenti al 21,4% del totale.
| anno | popolazione | popolazione | popolazione | presbiteri | presbiteri | presbiteri | presbiteri                | diaconi | religiosi | religiosi | parrocchie |
| anno | battezzati  | totale      | %           | numero     | secolari   | regolari   | battezzati per presbitero | diaconi | uomini    | donne     | parrocchie |
| ---- | ----------- | ----------- | ----------- | ---------- | ---------- | ---------- | ------------------------- | ------- | --------- | --------- | ---------- |
| 1999 | 346.033     | 1.600.000   | 21,6        | 35         | 26         | 9          | 9.886                     |         | 31        | 369       | 22         |
| 2000 | 362.440     | 1.600.000   | 22,7        | 33         | 25         | 8          | 10.983                    |         | 30        | 383       | 22         |
| 2001 | 333.694     | 1.600.000   | 20,9        | 37         | 28         | 9          | 9.018                     |         | 30        | 402       | 21         |
| 2002 | 347.393     | 1.700.000   | 20,4        | 37         | 23         | 14         | 9.389                     |         | 35        | 165       | 24         |
| 2003 | 347.543     | 1.900.000   | 18,3        | 41         | 24         | 17         | 8.476                     |         | 39        | 172       | 27         |
| 2004 | 368.136     | 1.970.000   | 18,7        | 50         | 34         | 16         | 7.362                     |         | 39        | 173       | 27         |
| 2006 | 399.273     | 1.980.000   | 20,2        | 51         | 32         | 19         | 7.828                     |         | 37        | 198       | 25         |
| 2013 | 500.000     | 2.367.000   | 21,1        | 59         | 43         | 16         | 8.474                     |         | 32        | 186       | 31         |
| 2016 | 550.700     | 2.770.000   | 19,9        | 77         | 55         | 22         | 7.151                     |         | 41        | 188       | 32         |
| 2019 | 611.306     | 2.854.815   | 21,4        | 89         | 68         | 21         | 6.868                     |         | 42        | 235       | 45         |
| 2021 | 643.460     | 3.005.000   | 21,4        | 100        | 80         | 20         | 6.434                     |         | 44        | 242       | 45         |